# Municipio de Richfield (condado de Genesee)
El municipio de Richfield (en inglés: Richfield Township) es un municipio ubicado en el condado de Genesee en el estado estadounidense de Míchigan. En el año 2010 tenía una población de 8730 habitantes y una densidad poblacional de 92,69 personas por km².

## Geografía
El municipio de Richfield se encuentra ubicado en las coordenadas 43°5′51″N 83°31′29″O / 43.09750, -83.52472. Según la Oficina del Censo de los Estados Unidos, el municipio tiene una superficie total de 94.19 km², de la cual 90,8 km² corresponden a tierra firme y (3,6 %) 3,39 km² es agua.

## Demografía
Según el censo de 2010, había 8730 personas residiendo en el municipio de Richfield. La densidad de población era de 92,69 hab./km². De los 8730 habitantes, el municipio de Richfield estaba compuesto por el 94,63 % blancos, el 2,13 % eran afroamericanos, el 0,48 % eran amerindios, el 0,46 % eran asiáticos, el 0,53 % eran de otras razas y el 1,78 % eran de una mezcla de razas. Del total de la población el 2,65 % eran hispanos o latinos de cualquier raza.